# Oratorio dei pellegrini
L'oratorio dei pellegrini è una piccola chiesa di Assisi a forma quadrangolare.
È posto a metà circa della via San Francesco, il lungo rettilineo che collega la basilica superiore al centro di Assisi. La cappella si trova al di là di una porta a vetri ed è facile non notarla, tuttavia, nella sua quiete si ha modo di sostare ed ammirare i magnifici dipinti e affreschi che contiene.
L'oratorio era in origine la chiesa dell'ostello dei pellegrini che ospitava i pellegrini sulla via di Roma che volevano rendere omaggio alle spoglie di Francesco. Esso ha forme quattrocentesche, ed attorno allo stesso periodo risalgono i magnifici dipinti e gli affreschi di Matteo da Gualdo, Pierantonio da Foligno e di Andrea d'Assisi, allievo del Perugino. La cappella è dedicata a Sant'Antonio abate e a San Giacomo di Compostela a cui sono dedicate gli affreschi sulle pareti alla destra e alla sinistra dell'altare; dietro all'altare un interessante affresco di Matteo da Gualdo, raffigurante la Madonna con il bambino e due santi pellegrini con i loro bastoni.

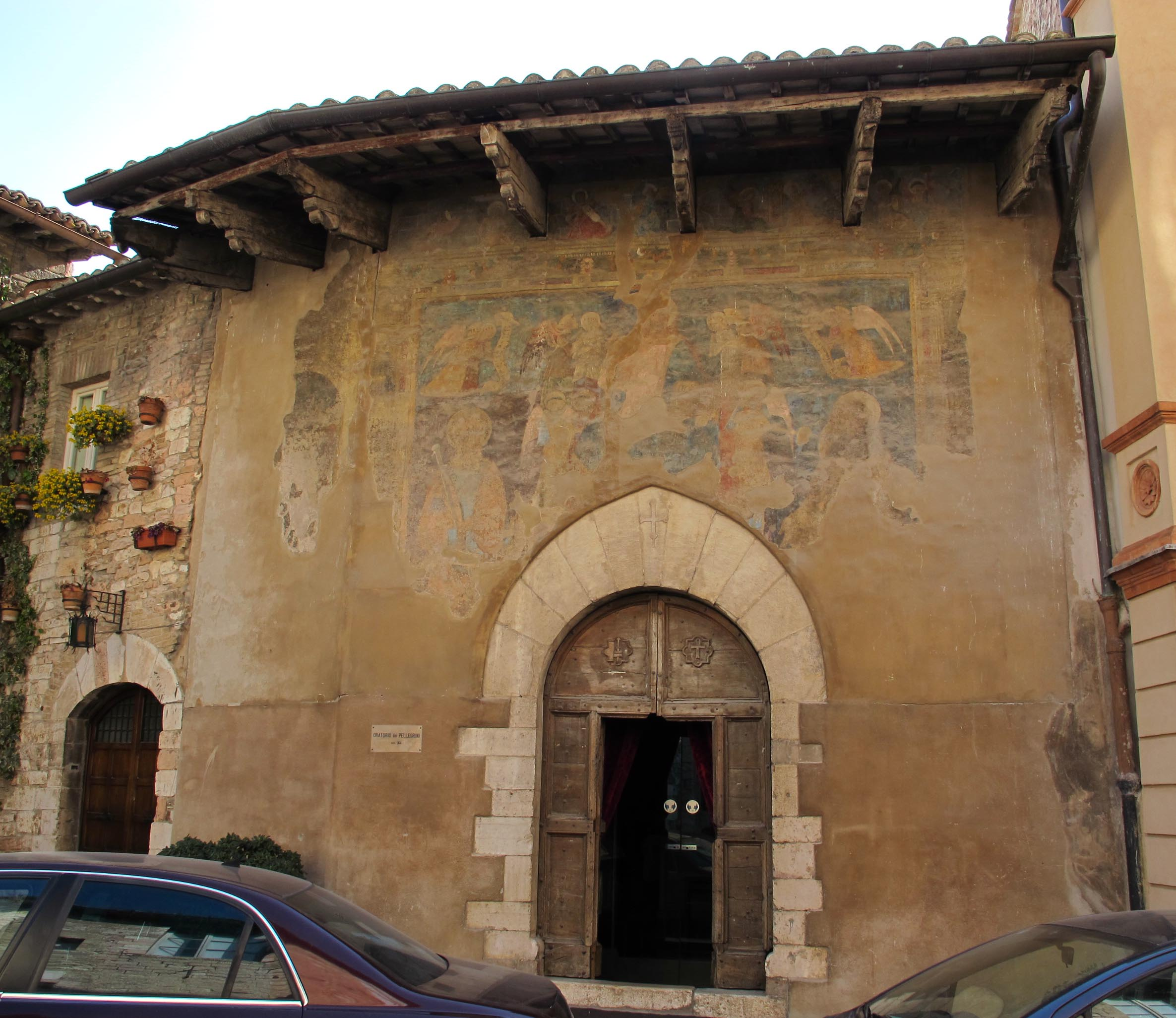
Esterno
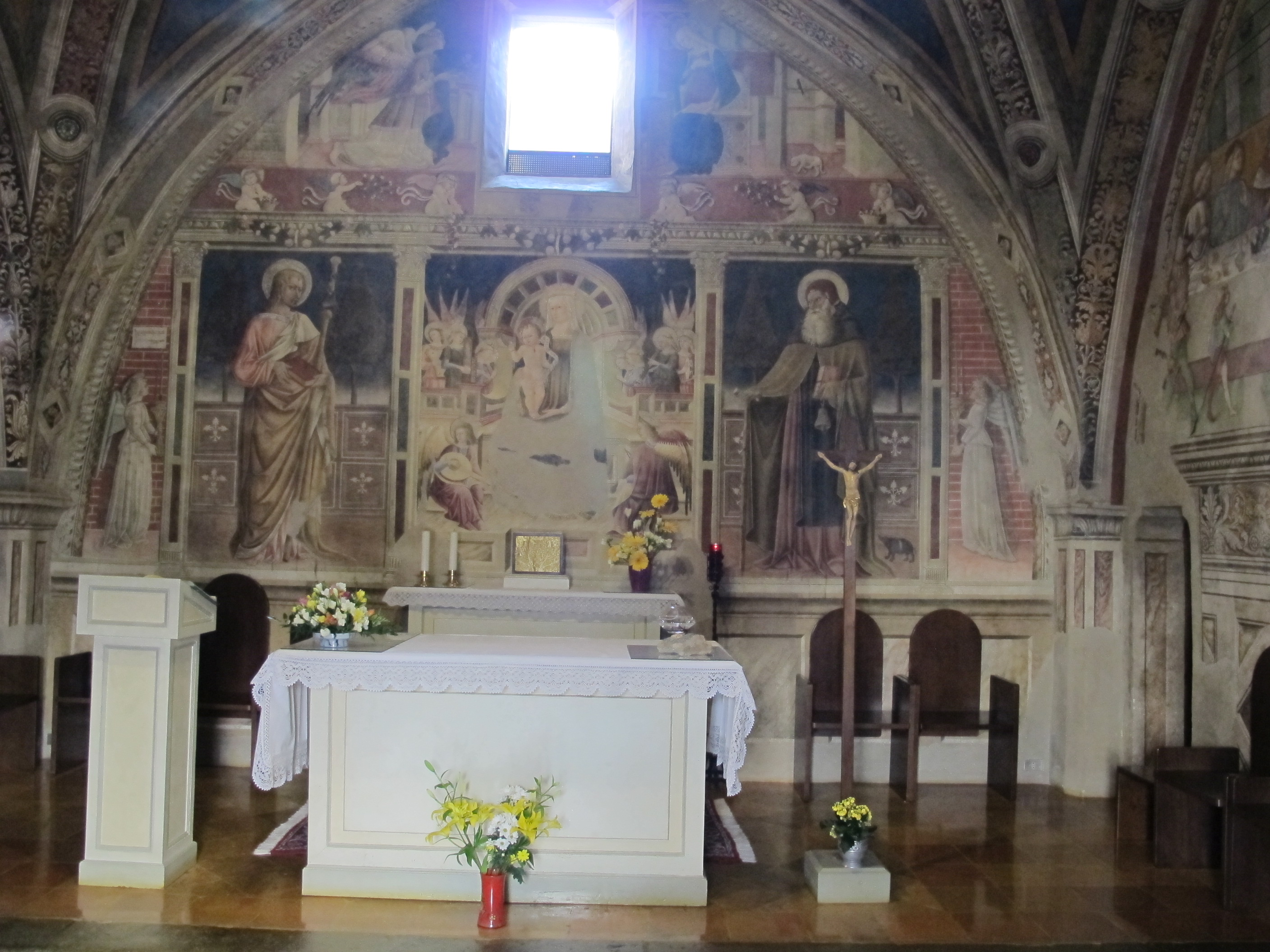
Interno
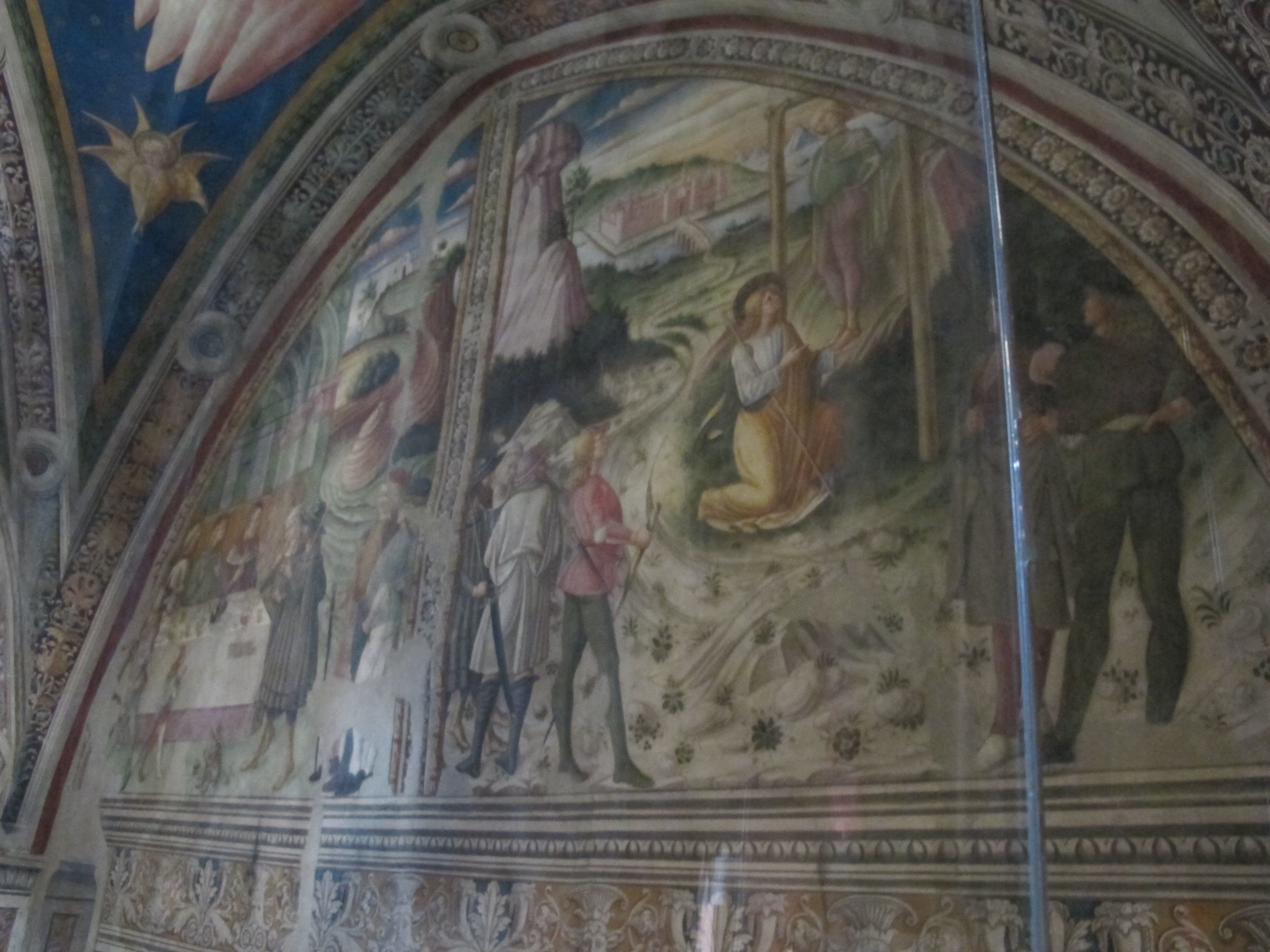
Interno